# Michaelson
Michaelson is een historisch motorfietsmerk.
De bedrijfsnaam was Michaelson Motor Co., Minneapolis, Minnesota.
Michaelson was een Amerikaans merk dat goede motorfietsen met eencilinder- en V-twin motoren bouwde. Deze hadden allemaal kop/zijklepmotoren en maten 492- tot 992 cc. De productie liep echter maar kort, van 1920 tot 1915.
De Michaelson 13 hp was waarschijnlijk het topmodel. Deze machine had een 992cc V-twin motor, bladvering boven het voorwiel en geen achtervering. De machine was uitgevoerd met een loop frame en een olietank onder het zweefzadel. Boven op de flattank zat een gereedschapskist en achter de tank een zweefzadel. Het stuur was zeer lang, noodzakelijk vanwege de eveneens lange brandstoftank, waardoor de bestuurder ver van de voorvork zat.